# Liste de films algériens sortis en 1967
Liste de films algériens
- 1963
- 1964
- 1965
- 1966
- 1967
- 1968
- 1969
- 1970
- 1971

Liste non exhaustive de films algériens sortis en 1967.

## 1967
| Affiche | Titre                        | Réalisateur          | Genre             | Notes |
| ------- | ---------------------------- | -------------------- | ----------------- | ----- |
|         | Trois Pistolets contre César | Enzo Peri            | Western spaghetti |       |
|         | La Voie                      | Mohamed Slimane Riad | Drame             |       |
|         | L'Inspecteur mène l'enquête  | Moussa Haddad        | Comédie           |       |